# غادفة جليدية
غادفة جليدية (الاسم العلمي: Diaptomus glacialis) هي نوع من القشريات تتبع جنس الغادفة من فصيلة الغادفات.